# Suva albipennis
Suva albipennis är en insektsart som beskrevs av Frederick Arthur Godfrey Muir 1927. Suva albipennis ingår i släktet Suva och familjen Meenoplidae. Inga underarter finns listade i Catalogue of Life.